# Loschwitz
Loschwitz ist ein Stadtteil im gleichnamigen Stadtbezirk von Dresden. Loschwitz ist seit 1921 einer der Dresdner Villenstadtteile entlang des rechten, nordöstlichen Ufers der Elbe; davor war Loschwitz eine selbstständige Gemeinde.
Angrenzende Stadtteile sind die Radeberger Vorstadt, der Weiße Hirsch, Bühlau, Rochwitz, Wachwitz sowie die Dresdner Heide. Auf der gegenüberliegenden Elbseite liegt Blasewitz, mit dem Loschwitz durch die Loschwitzer Brücke, das Blaue Wunder, verbunden ist.
In Loschwitz befinden sich die Dresdner Bergbahnen, die noch heute als Verkehrsmittel dienen: die Schwebebahn als älteste Bergschwebebahn der Welt und die Standseilbahn, an deren Bergstation sich der Aussichtspunkt Luisenhof befindet.

## Geschichte

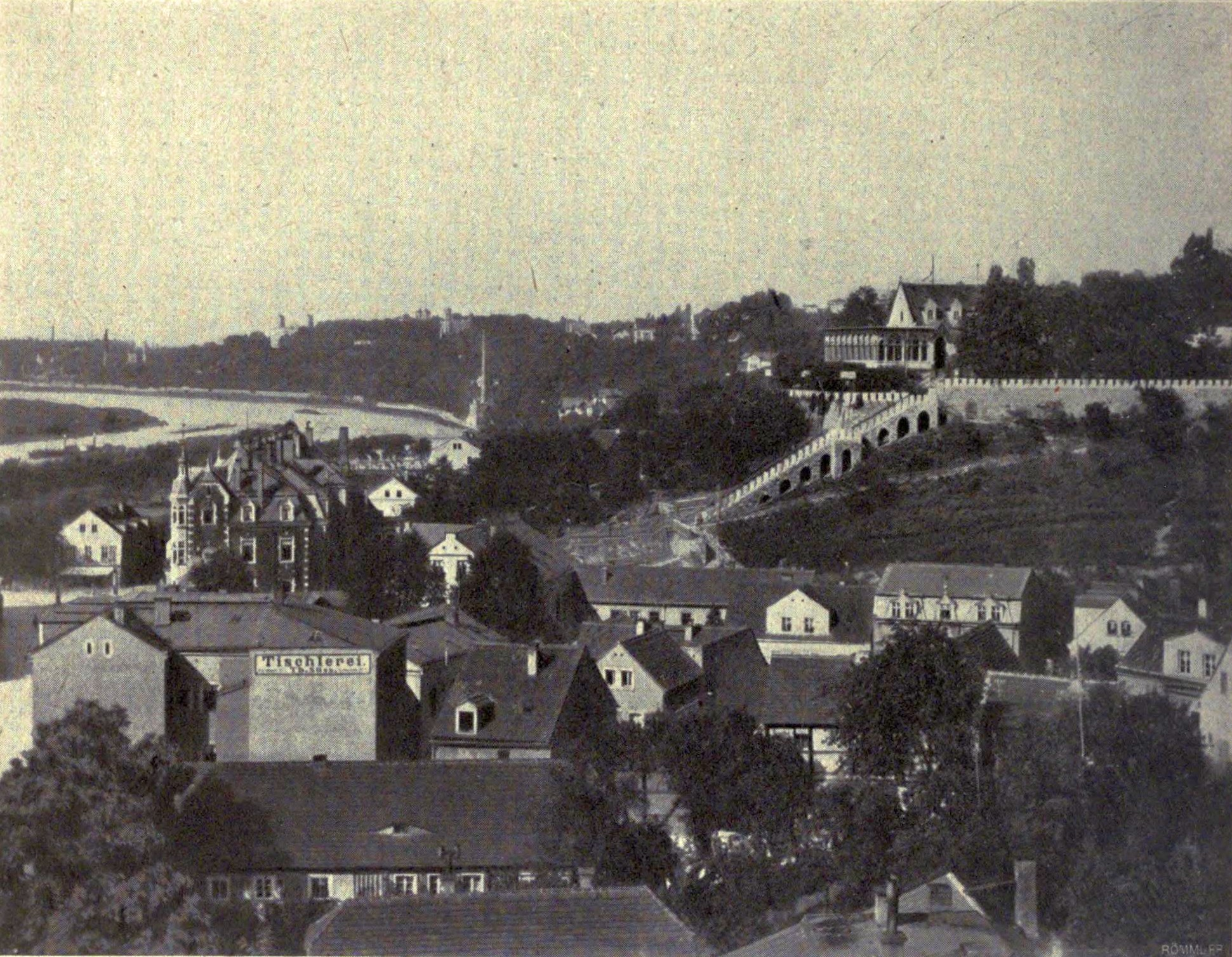
Ansicht um 1900

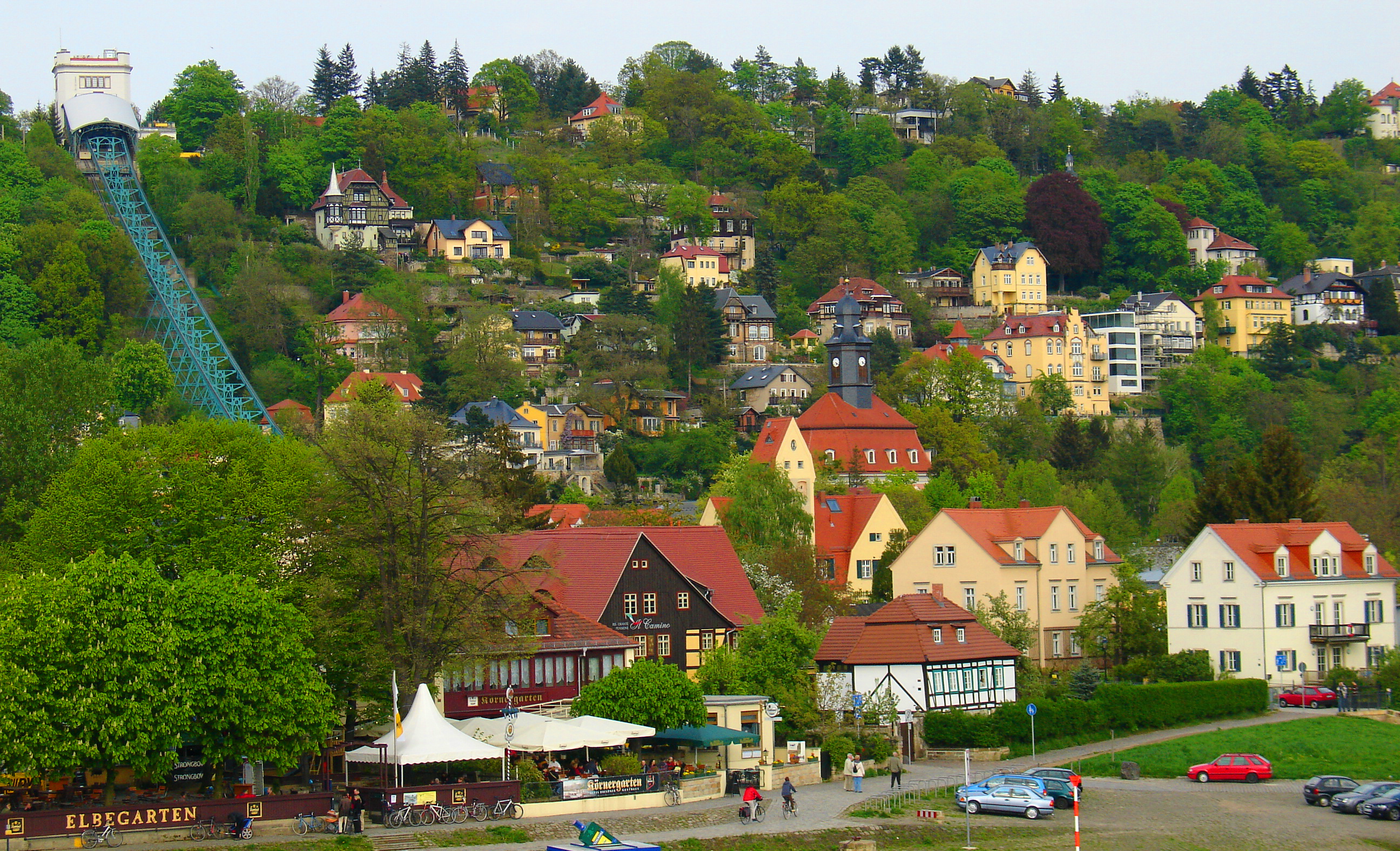
Blick auf Loschwitz vom Blauen Wunder (Loschwitzer Brücke)

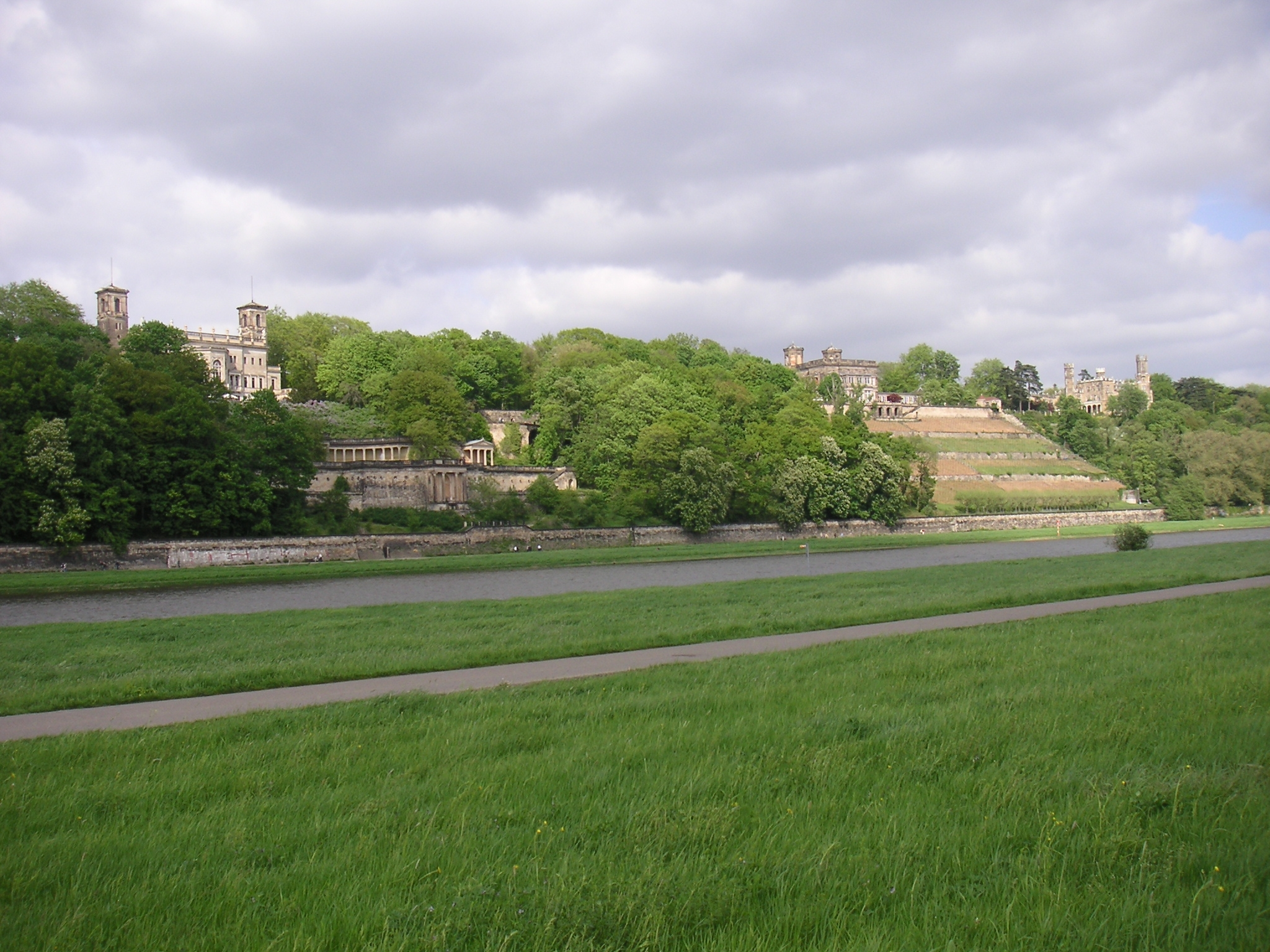
Elbschlösser

Die urkundliche Ersterwähnung von Loschwitz erfolgte am 18. Oktober 1227 in einer in Latein gehaltenen Urkunde des Meißner Bischofs Bruno II., als er Luzcwiz und das weiter elbabwärts gelegene Reppnitz dem Meißner Domkapitel übertrug. Für das Jahr 1571 ist die heutige Schreibweise des Ortsnamens belegt.
Seit dem 18. Jahrhundert zogen die Loschwitzer Weinberge verstärkt wohlhabende Adlige, Dresdner Stadtprominenz und Künstler an, die hier ihre Weingüter und Sommerhäuser errichteten. Die eingesessenen Winzer verkauften ihren Besitz und arbeiteten zunehmend als Lohnwinzer. 1805 kaufte der vermögende englische Earl James Ogilvy über seinen Sekretär Johann Georg Christian Fischer mehrere Weinbergsgrundstücke am Elbhang auf dem Gelände der heutigen Elbschlösser (Schloss Albrechtsberg, Lingnerschloss, Schloss Eckberg). Die Weinhänge nahm man als Anlass, die Weinrebe mit Josua und Kaleb als Wappen des Stadtteils Loschwitz zu erheben. Das Wappen ist heute nur noch an der Außenfassade des Hotel Villa Loschwitz zu sehen.
Die Vereinigte Sächsisch-Böhmische Dampfschiffahrt beschloss 1863 die Anlage eines Winterhafens unterhalb der Ortlage von Loschwitz. Im Zuge der staatlich ausgeführten Regulierung der Elbe entstand bis 1867 der Loschwitzer Hafen.
Der frühere Kurort wurde am 21. Januar 1921 trotz heftiger Widerstände der Bevölkerung nach Dresden eingemeindet.
In Loschwitz gibt es mehrere zu Lehr- und Forschungszwecken angelegte Pflanzungen. Ein Dendrologisches Lehr- und Studienobjekt mit vorwiegend nordamerikanischen Gehölzen an der Villa Gottfriedsberg in der Pillnitzer Landstraße 77 nahe dem Rhododendronpark Wachwitz steht seit 1985 als Naturdenkmal unter Schutz. Ihm folgten in den 1990er Jahren das zu Forschungszwecken angelegte Pappelwäldchen Loschwitz am Elbufer südlich des Körnerplatzes sowie ein Garten mit Trockenmauer, An der Berglehne in Oberloschwitz. Zudem erstrecken sich über Teile der Gemarkung die großflächigen Landschaftsschutzgebiete (LSG) Elbhänge Dresden-Pirna und Schönfelder Hochland, Dresdner Elbwiesen und -altarme und Dresdner Heide.

## Gliederung

### Ortsteile von Loschwitz
In der Ortschronik von Loschwitz werden folgende Ortsteile ausgewiesen:
- Dorfmitte (alter Ortskern um den Körnerplatz)
- Auf der Platte – westlicher und östlicher Teil (Gebiet an der Schevenstraße und Gebiet am Veilchenweg)
- Oberloschwitz (Gebiet nördlich der Grundstraße)
- Schöne Aussicht (Gebiet südlich der Grundstraße)
- Simmigscher Ortsteil (an der Bautzner Straße/Fischhausstraße)

### Statistische Zuordnung der Ortsteile
Der größte Teil der Gemarkung Loschwitz bildet gemeinsam mit Wachwitz den statistischen Stadtteil Loschwitz/Wachwitz im Stadtbezirk Loschwitz. Der westlichste Loschwitzer Ortsteil zwischen Wasserwerk Saloppe und Heideparkstraße wird heute, obwohl nach wie vor in der Gemarkung Loschwitz gelegen, zum statistischen Stadtteil Radeberger Vorstadt im Stadtbezirk Neustadt gezählt. Der Ortsteil Oberloschwitz, der sich nördlich der Grundstraße vom Luisenhof bis zum Weißen Adler an der Bautzner Landstraße erstreckt, gehört heute unter der Bezeichnung „Loschwitz-Nordost“ zum statistischen Stadtteil Bühlau/Weißer Hirsch. Er gliedert sich in die statistischen Bezirke „422 Loschwitz-Nordost (Rißweg)“ und „423 Loschwitz-Nordost (Am Weißen Adler)“; die Grenze zwischen beiden verläuft entlang dem Taleinschnitt an der Steglichstraße. Die Bezeichnung „Oberloschwitz“ hat sich nach 1945 auch für den Ortsteil „Schöne Aussicht“ südlich der Grundstraße eingebürgert und wurde so zum Namen des statistischen Bezirks „413 Oberloschwitz“ im Bereich Loschwitzhöhe/Sierksplatz. Weitere statistische Bezirke in Loschwitz/Wachwitz sind „411 Loschwitz (Schevenstr.)“ und „412 Loschwitz (Körnerplatz)“.
Die Grundstraße verläuft dabei durch den Loschwitzgrund, ein vom Loschwitzbach ausgewaschenes Tal.

## Museen

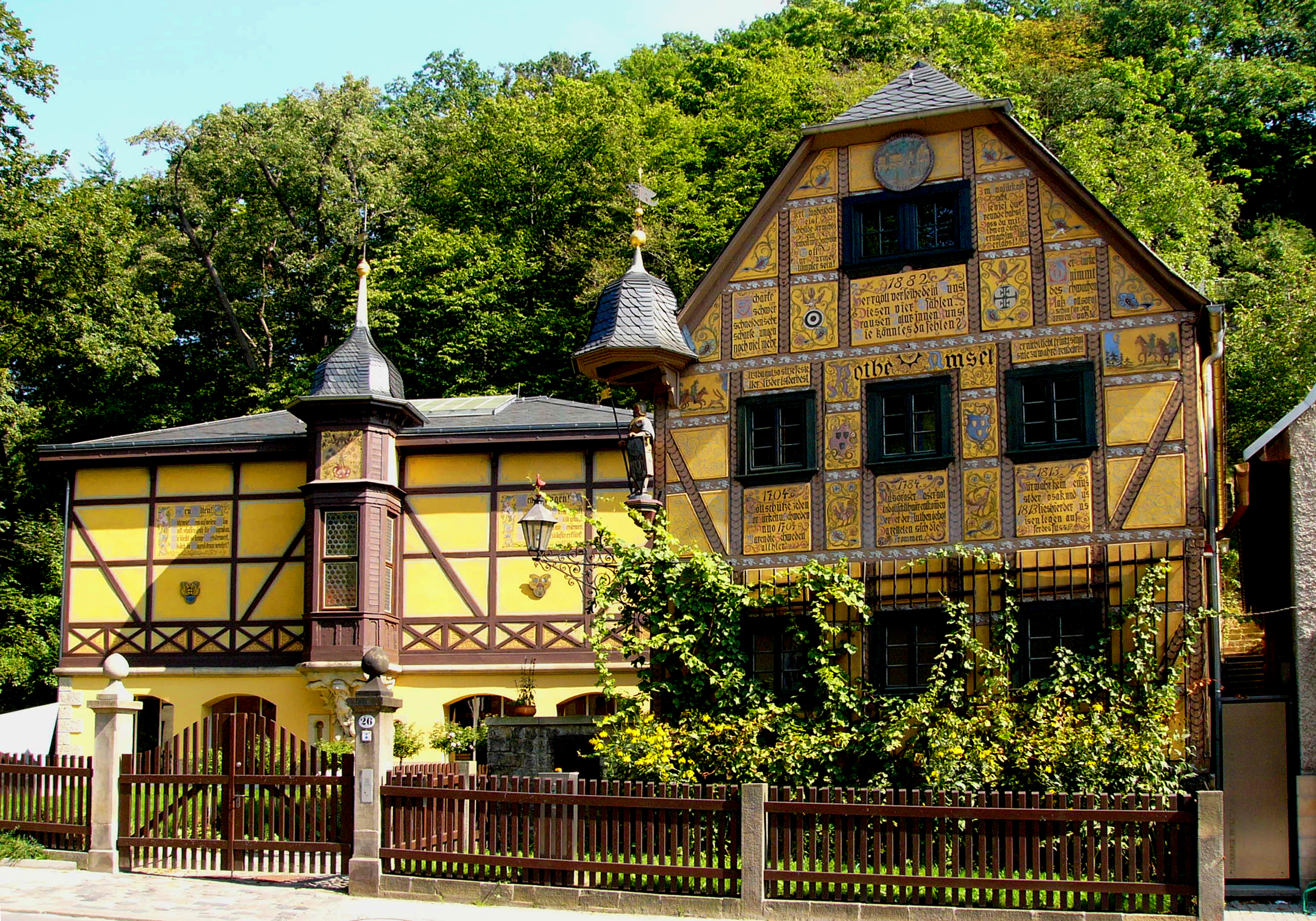
Leonhardi-Museum (Hentschelmühle/Rothe Amsel)

Mit dem Josef-Hegenbarth-Archiv, dem Leonhardi-Museum und dem Schillerhäuschen befinden sich drei der Dresdner Museen im Stadtteil.

## Persönlichkeiten
Adels- und Bürgerfamilien des Dresdner Geisteslebens besaßen hier Sommerhäuser und Weingärten, so unter anderem der Komponist des Frühbarock Heinrich Schütz, der Hofgoldschmied Johann Melchior Dinglinger (Dinglingers Weinberg), der Miniaturmaler August Grahl, der Schriftsteller und Freiheitskämpfer gegen Napoleon Theodor Körner, der Rechtsanwalt und Herausgeber Justus Friedrich Güntz, die Maler Gerhard von Kügelgen, Rosa Petzel und Julius Hübner und die Nachfahren des Unternehmers Carl Zeiss, dessen Enkel Erich hier geboren wurde.
Manfred von Ardenne gründete hier sein noch heute bestehendes Institut. In Loschwitz lebten die Opernsänger Theo Adam und Peter Schreier.
Anton Ferdinand Krüger, ein Kupferstecher und Professor an der Dresdner Kunstakademie wurde Ende des 18. Jahrhunderts ebenso in Loschwitz geboren wie 1865 Heinrich Pudor, ein Publizist und Pionier der Freikörperkultur in Deutschland.
Im Jahre 1900 wurde Donata Helmrich in Loschwitz geboren. Sie gehört zu den Gerechten unter den Völkern.
Das Künstlerhaus von Martin Pietzsch war und ist Wohnsitz zahlreicher namhafter Künstler.
Die Schauspielerin, Architektur- und Kunsthistorikerin Sibyl Moholy-Nagy wurde in Loschwitz geboren; der Volksforscher Emil Lehmann ist hier verstorben. Der deutsche Architekt und Kunstgewerbler Rudolf Kolbe lebte und arbeitete einige Zeit in diesem Dresdner Vorort.
Der Architekt und spätere Ortschronist von Loschwitz Karl Emil Scherz ist in Loschwitz geboren.
Die Buchhändlerin Susanne Dagen gründete 1995 das BuchHaus Loschwitz und 2002 den Verlag edition buchhaus loschwitz, der der Neuen Rechten zugerechnet wird.
Der Bildhauer Robert Diez war Professor an der Dresdner Kunsthochschule und Lehrer des Bildhauers Ernst Barlach. Er lebte bis zu seinem Tod in Loschwitz. Eines seiner bekanntesten Werke ist der Gänsediebbrunnen.

## Weinanbau
An einem Steilabfall, der Kante des Westlausitzer Hügel- und Bergland, das sich über Radebeul bis nach Meißen erstreckt und vom Flusslauf der Elbe begleitet wird, wurde schon zu Zeiten des Bischofs Benno von Meißen im 11. Jahrhundert Wein angebaut. Der sächsische Kurfürst Johann Georg II. ließ seit 1660 mehrere Weinberge im Loschwitzer Hangbereich anlegen und gegen Erbzins bewirtschaften. Ab 1850 kann man von einem Niedergang des Weinbaus am Loschwitzer Elbhang sprechen. Die Gründe waren vielfältig: geringere Erträge infolge der jahrhundertelangen Monokultur, Nachwuchsmangel im Winzergewerbe oder Weinimporte aus Südeuropa. Die Weinberge wandelten sich teilweise großflächig in Obst- und Beerenplantagen, die einen höheren Gewinn versprachen. Besonders Aprikosen, Pfirsiche und Pflaumen aber auch Spargel und Erdbeeren wurden auf den sonnigen und warmen Sandböden der Südhänge kultiviert. Die schlagartige Verbreitung der aus Amerika eingeschleppten Reblaus 1885 ließ den Weinbau für die nächsten einhundert Jahre völlig zum Erliegen kommen und verwandelte das Winzerland in begehrtes Bauland. Hochadel und Geldaristokratie entdeckten die reizvolle Landschaft in Loschwitz bald für sich und ließen sich an diesen Hängen Schlösser und Villen bauen. Zu ihren Füßen im Ort Loschwitz wohnte das dienstbare Volk in Fachwerkhäuschen, von denen einige noch heute den Ort schmücken.

## Ansichten

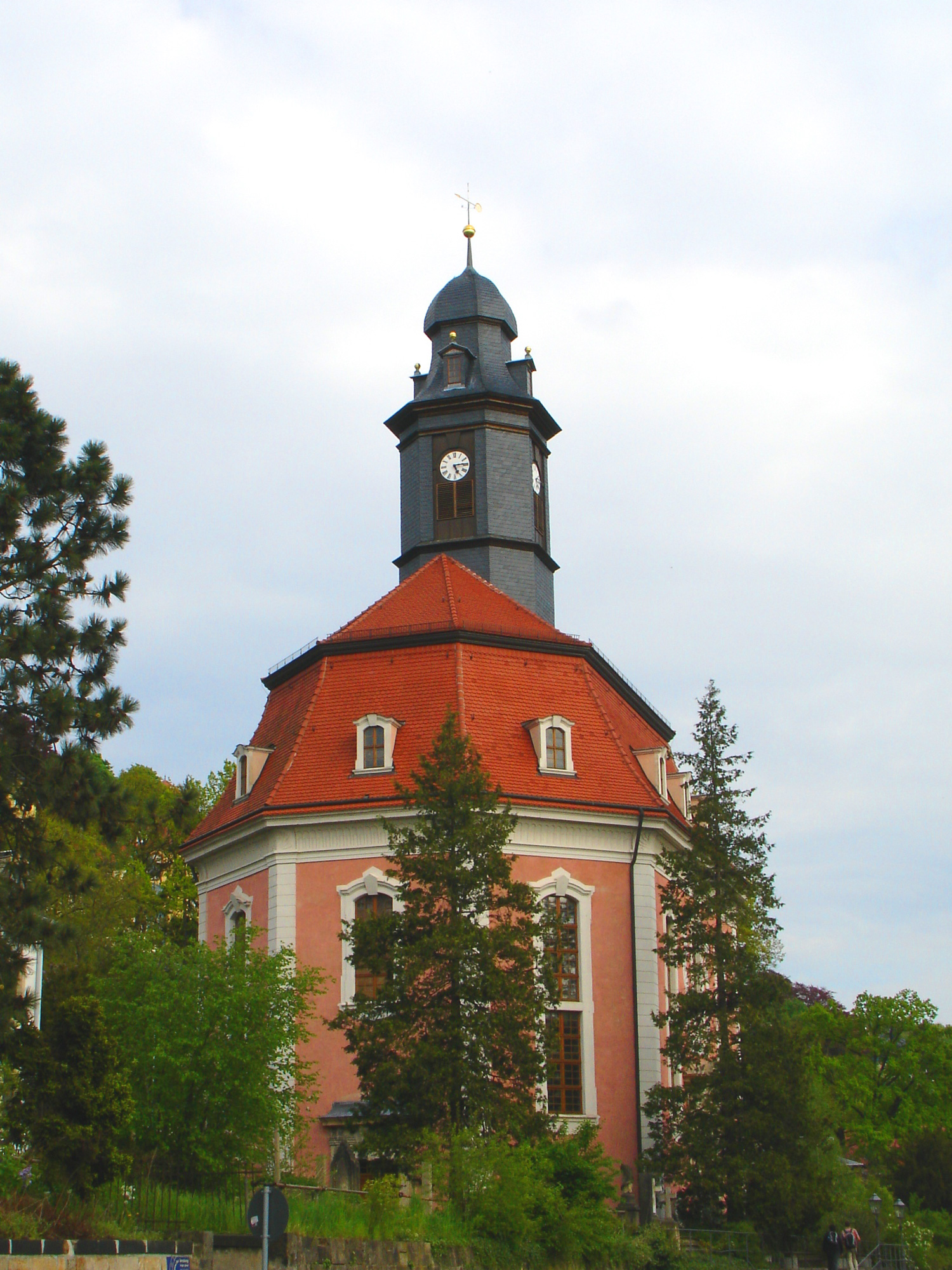
Loschwitzer Kirche
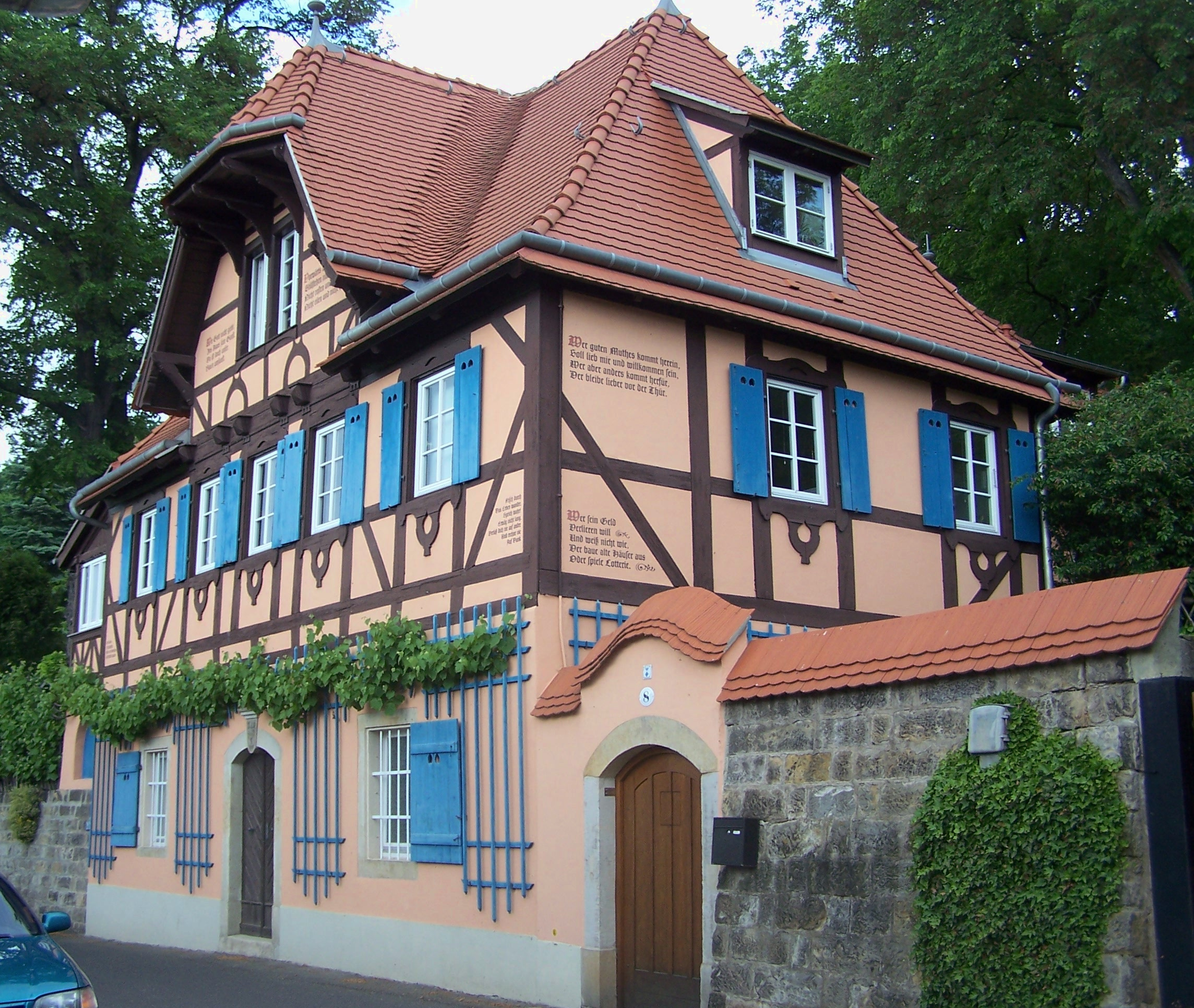
Fachwerkhaus an der Elbe
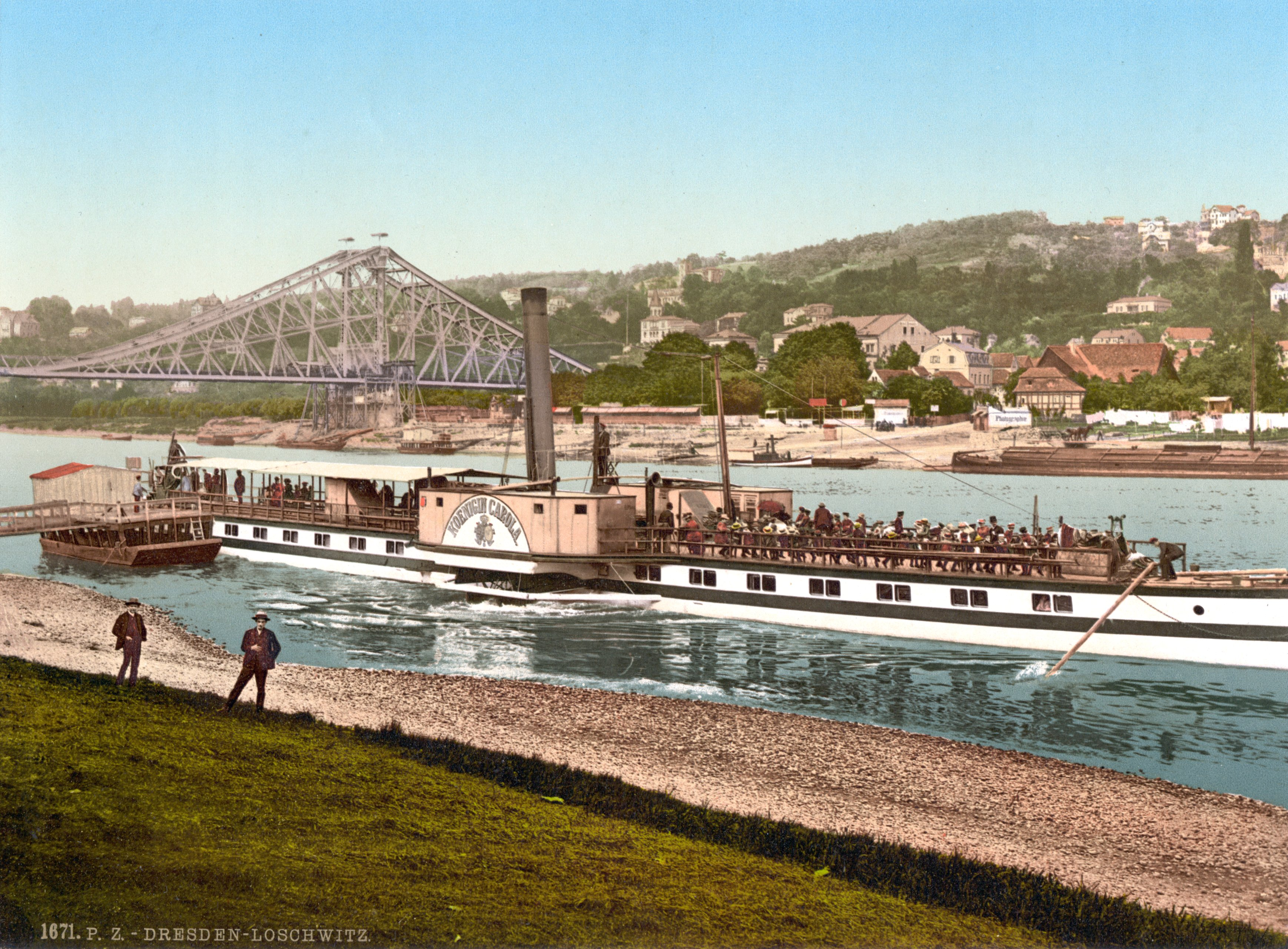
Die damalige König-Albert-Brücke (Blaues Wunder), um 1900
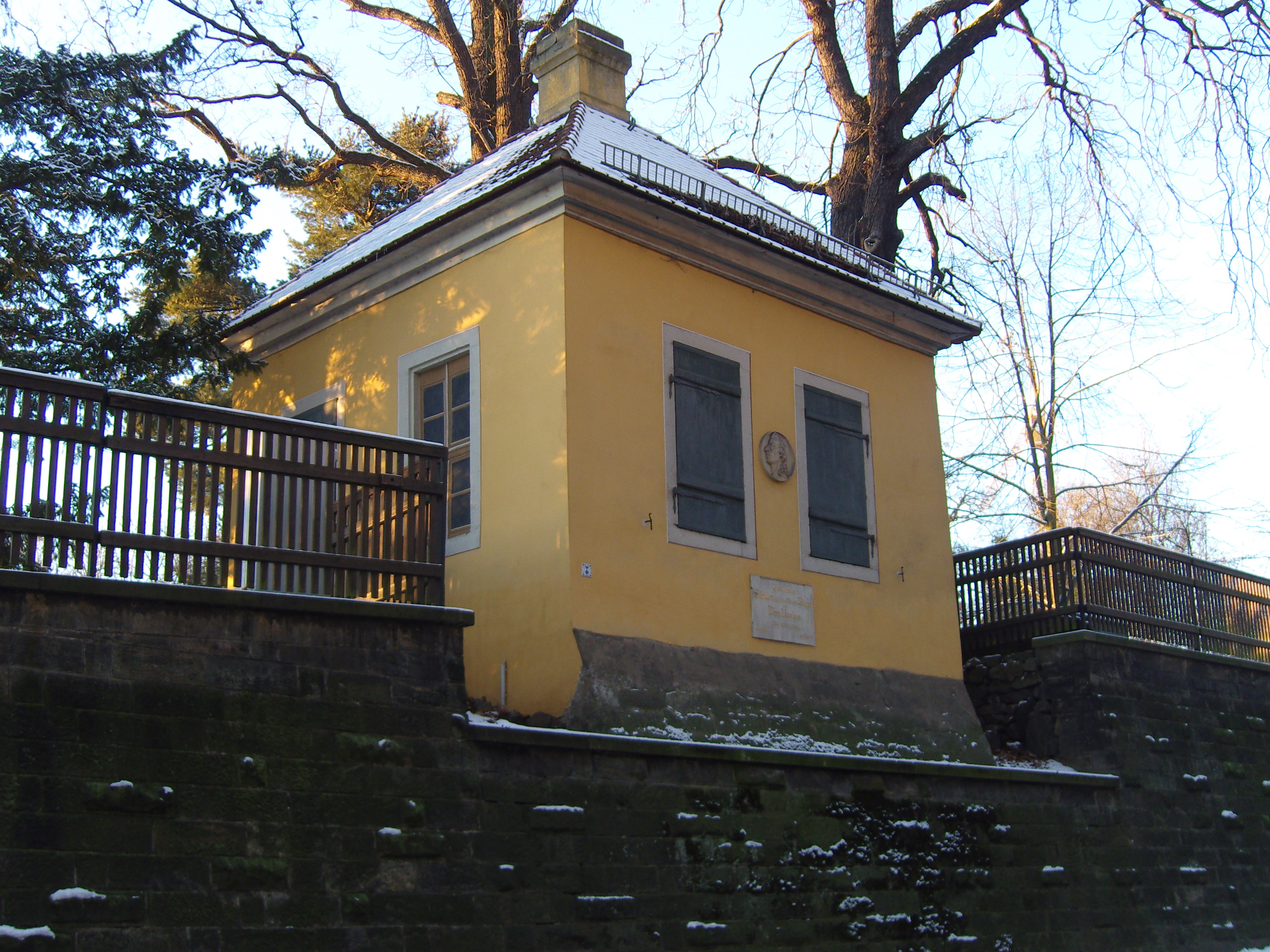
Das Schillerhäuschen in Dresden-Loschwitz auf dem Körnerschen Weinberg. Hier wohnte Schiller vom Herbst 1785 bis zum Sommer 1787.
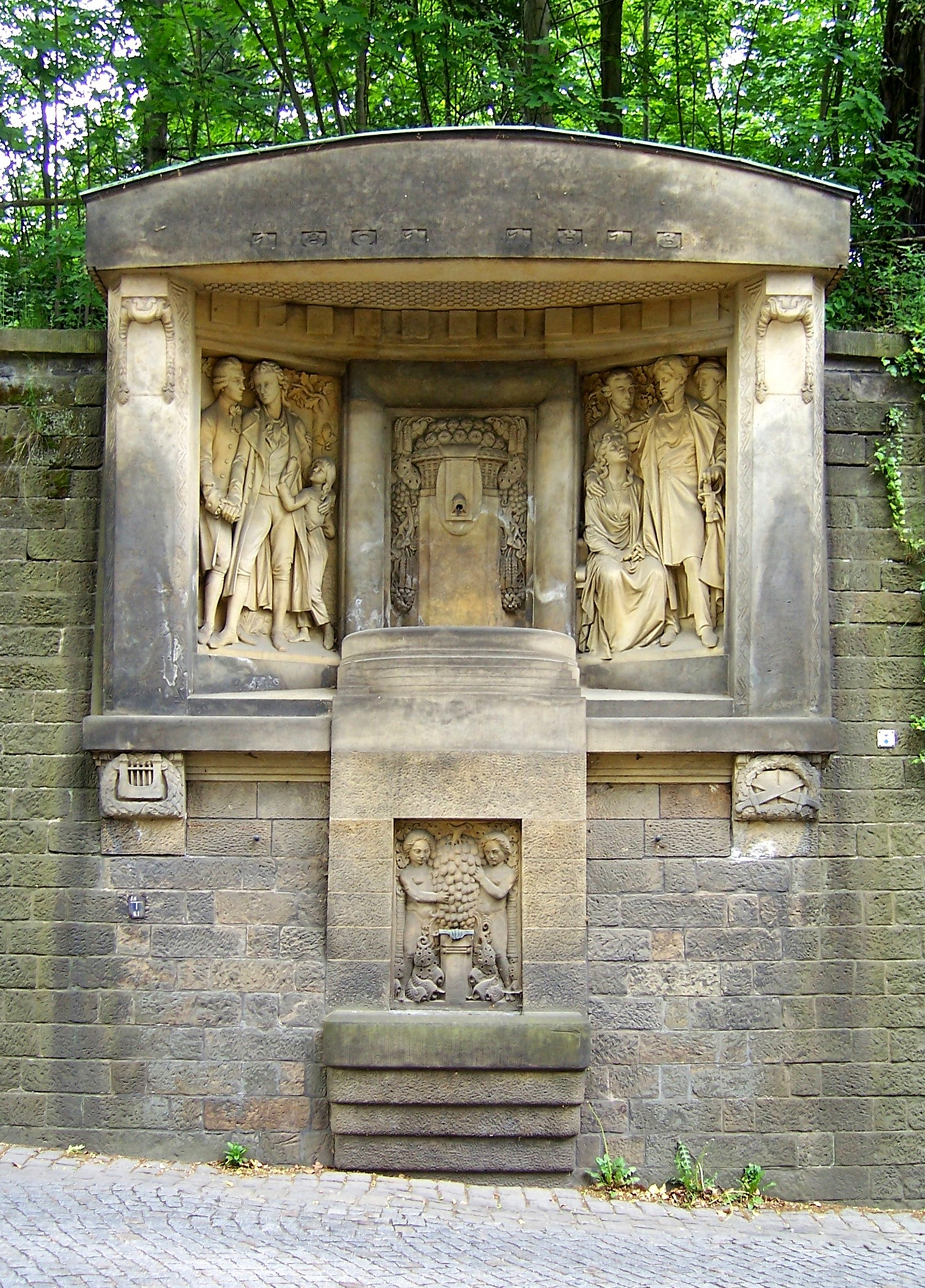
Schiller-Körner-Denkmal in der Schillerstraße, gegenüber dem Schillerhäuschen
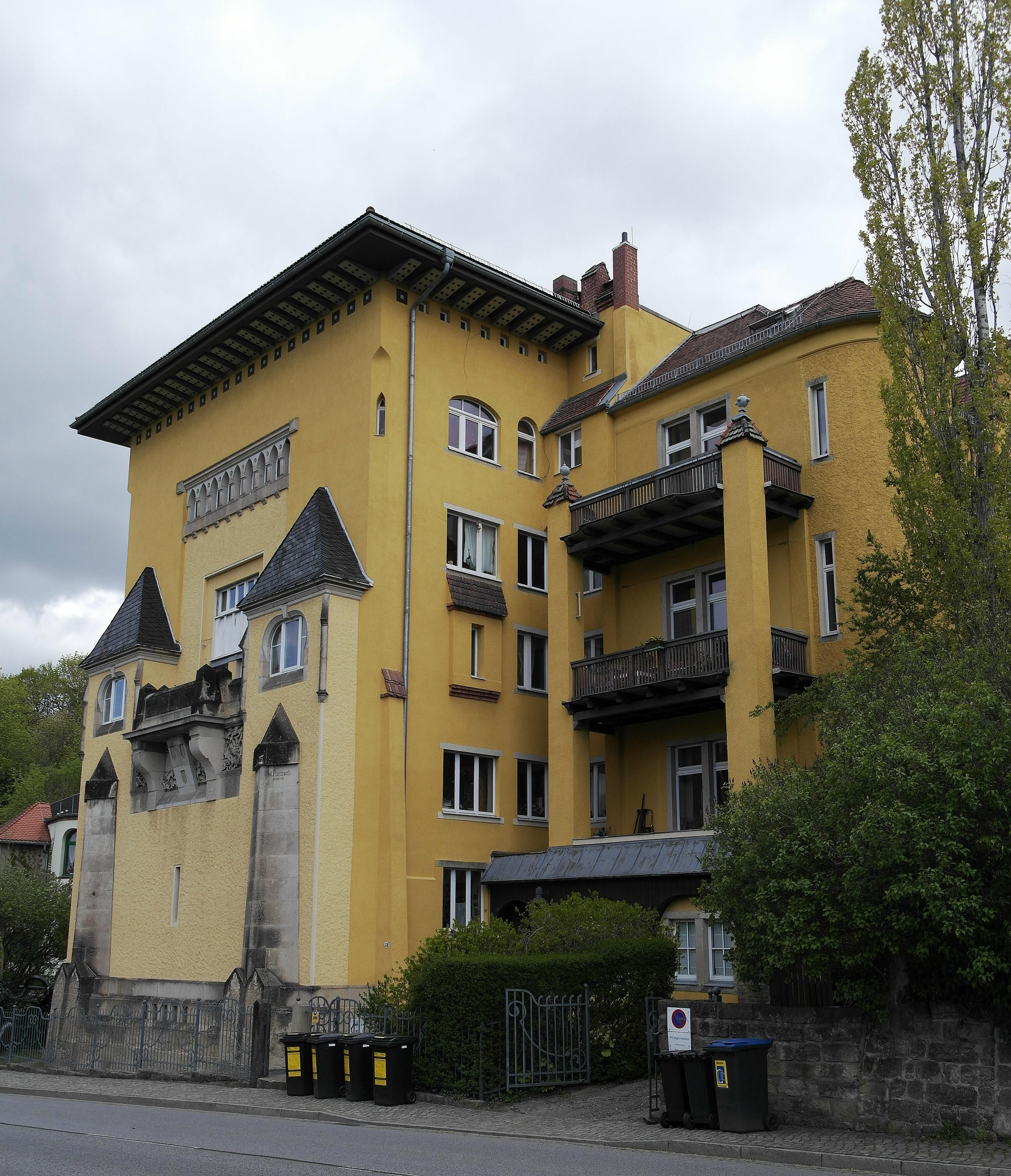
Das Künstlerhaus an der Pillnitzer Landstraße